# Vincenzo Paladino
Vincenzo Paladino (Scilla, 20 maggio 1924 – Reggio Calabria, 24 maggio 2005) è stato un critico letterario e giornalista italiano, studioso dell'opera di Corrado Alvaro
.

## Biografia
Ha ricoperto l'incarico di ordinario di Letteratura italiana presso la Facoltà di Lettere dell'Università di Messina ed ha collaborato con importanti testate nazionali e regionali come la Notte, il Corriere della Sera, Il Tempo, l'Osservatore Romano, La Fiera Letteraria e la Gazzetta del Sud nonché con la sede regionale della RAI di Cosenza e con diverse riviste e periodici, tra i quali Critica Letteraria, Otto, Novecento, Italianistica, Lettere italiane, Il Ragguaglio e Canadian journal of italian studies.
È stato presidente della sezione calabrese della Stampa Cattolica per svariati anni. Con il volume Calabria Ultima-mostri, miti e simulacri ha vinto il Premio Speciale Viareggio, 1982.
Ha curato un'edizione di Moby Dick (Firenze, 1967) e una dei Promessi sposi (Milano, 1968).

## Saggi
- La revisione del romanzo manzoniano e le postille del Visconti,Firenze 1964, poi confluito in La revisione viscontea del romanzo manzoniano e altri saggi, Milano 1986;
- Emilio Praga, Ravenna 1967;
- L'opera di Corrado Alvaro, Firenze, 1968, II edizione 1972;
- Ermes Visconti, Società e letteratura, Chiaravalle, 1973;
- Vittorio Imbriani I Critici, Milano, 1969;
- Itinerari Alvariani, Chiaravalle, 1974;
- Profili, varianti e altro, Chiaravalle, 1974;
- L'oggettività del Manzoni, Napoli, 1974;
- Sertorio Quattromano, Messina, 1976;
- La conquista de "I Malavoglia", in "Atti Congresso int. Catania 1981";
- Ultimi studi campanelliani, Hamilton, 1979;
- Narratori calabresi del '900, Messina, 1981;
- Mitologia romantica, Messina, 1981;
- Cultura e narrativa calabrese tra Otto e Novecento, Napoli, 1982;
- Salvatore Viganò e il sodalizio Visconti-Manzoni, in "Atti del XII Convegno, Ass. int. A.I.S.L.L.L", Toronto, 1985;
- Il lettore "Rimosso" tra Manzoni e Visconti, in "Atti del XIV Congresso Naz. Studi Manzoniani", Milano, 1990;
- Calabria Ultima, 1992
- Visconti, Leopardi e le polemiche romantiche, sulla musica, "Otto-Novecento", 1993/95;
- Alvariana e altro Novecento, Milano, 1993;
- Il "caso" del Fu Mattia Pascal, "Convegno Int. su Pirandello narratore", Messina-Agrigento, 1993;
- L'ideologia pirandelliana della macchina, in "Atti del XV Congresso A.I.S.L.L.L", Torino, 1994;
- L'opera poetica di Tommaso Campanella, Alessandria, 1994.

## Riconoscimenti
- Premio Calabria per il volume Corrado Alvaro, 1971;
- Con Calabria Ultima-mostri, miti e simulacri ha vinto il Premio Speciale Viareggio, 1982;
- "Premio Terza Pagina", Messina, 1989;
- "Targa Umberto Bosco per la critica" del Rhegium Julii, 1994;
- Premio Nazionale Corrado Alvaro, 2006.